# Aeroporto Internacional de Banjul
O Aeroporto Internacional de Banjul (em inglês: Banjul International Airport) (IATA: BJL, ICAO: GBYD) é um aeroporto internacional localizado na cidade de Banjul capital da Gâmbia sendo o principal do país. O aeroporto já foi usado do ano de 1989 até 2001 como possível local de pouso de emergência de ônibus espaciais lançados pela NASA, o ângulo de inclinação mudou logo após de 28 para 51,6 graus.